# Championnat de France de rugby à XIII 1959-1960
Navigation
Édition précédente Édition suivante
Le Championnat de France de rugby à XIII 1959-1960 oppose pour la saison 1959-1960 les meilleures équipes françaises de rugby à XIII au nombre de quatorze.

## Liste des équipes en compétition
| Albi Avignon Bordeaux Carcassonne Cavaillon Lézignan Lyon Marseille Montpellier Bataillon de Joinville XIII Catalan Roanne Toulouse O. Villeneuve-sur-Lot |

Quatorze équipes participent au championnat de France de première division avec le retrait de Nîmes.

## Déroulement de la compétition

### Classement de la première phase
| Classement | Club                   | Points | Matchs |
| 1er        | Albi                   | 63     | 25     |
| 2e         | Villeneuve-sur-Lot     | 63     | 25     |
| 3e         | Carcassonne            | 62     | 25     |
| 4e         | Roanne                 | 61     | 25     |
| 5e         | XIII Catalan           | 61     | 25     |
| 6e         | Lézignan               | 56     | 25     |
| 7e         | Avignon                | 54     | 25     |
| 8e         | Cavaillon              | 45     | 25     |
| 9e         | Toulouse               | 42     | 25     |
| 10e        | Bataillon de Joinville | 41     | 25     |
| 11e        | Marseille              | 40     | 24     |
| 12e        | Montpellier            | 39     | 24     |
| 13e        | Lyon                   | 35     | 25     |
| 14e        | Bordeaux               | 8      | 9      |

|  | Qualifié pour les demis finale |

## Phase finale
|  | Demi-finales                          | Demi-finales               | Demi-finales               | Demi-finales               |        |        | Finale                   | Finale                   | Finale                   | Finale                   |
|  |                                       |                            |                            |                            |        |        |                          |                          |                          |                          |
|  | Le 24 avril 1960 à Avignon            | Le 24 avril 1960 à Avignon | Le 24 avril 1960 à Avignon | Le 24 avril 1960 à Avignon |        |        | Le 8 mai 1960 à Toulouse | Le 8 mai 1960 à Toulouse | Le 8 mai 1960 à Toulouse | Le 8 mai 1960 à Toulouse |
|  | Roanne                                | Roanne                     | 5                          | 5                          |        |        | Le 8 mai 1960 à Toulouse | Le 8 mai 1960 à Toulouse | Le 8 mai 1960 à Toulouse | Le 8 mai 1960 à Toulouse |
|  | Roanne                                | Roanne                     | 5                          | 5                          |        |        | Le 8 mai 1960 à Toulouse | Le 8 mai 1960 à Toulouse | Le 8 mai 1960 à Toulouse | Le 8 mai 1960 à Toulouse |
|  | Villeneuve-sur-Lot                    | Villeneuve-sur-Lot         | 2                          | 2                          |        |        | Le 8 mai 1960 à Toulouse | Le 8 mai 1960 à Toulouse | Le 8 mai 1960 à Toulouse | Le 8 mai 1960 à Toulouse |
|  | Villeneuve-sur-Lot                    | Villeneuve-sur-Lot         | 2                          | 2                          | Roanne | Roanne | 31                       | 31                       |                          |                          |
|  | Le 24 avril 1960 à Villeneuve-sur-Lot |                            |                            |                            | Roanne | Roanne | 31                       | 31                       |                          |                          |
|  |                                       |                            | Albi                       | Albi                       | 24     | 24     |                          |                          |                          |                          |
|  | Albi                                  | Albi                       | Albi                       | Albi                       | 24     | 24     | 12                       | 12                       |                          |                          |
|  | Albi                                  | Albi                       |                            |                            |        |        |                          | 12                       |                          |                          |
|  | Carcassonne                           | Carcassonne                | 10                         | 10                         |        |        |                          |                          |                          |                          |
|  | Carcassonne                           | Carcassonne                | 10                         | 10                         |        |        |                          |                          |                          |                          |

### Finale
(mt : -)
Homme du match :
Points marqués :
- Roanne: 5 essais de Chalet (2), Fernandez, Perducat et Barthe, 4 transformations de Mantoulan, 3 pénalités de Mantoulan, 1 drop de Mantoulan
- Albi: 3 essais de Fabre, P. Laurent, Vergniry et de Deffez, 4 transformations de Deffez, 2 pénalités de Deffez

Évolution du score : 
Arbitre : 
Spectateurs : 13 800
Composition des équipes :
- Roanne: Roger Bravo - Maurice Voron, Gérard Chalet, Alain Perducat, Jacques Fernandez - Claude Mantoulan, Gérard Dautant - Louis Sangla, Antoine Serra, Aldo Quaglio, Jean Barthe, Robert Eramouspé, Francis Lévy - Entraîneur : René Duffort
- Albi: Claude Deffez - Jean-Louis Bonnet, Jean Couveignes, José Vergniory, Jacques Corp - A. Laurent, Bernard Fabre - Marcel Bescos, André Vadon, Honoré Conti, Gilbert Verdié, Pierre Laurent, Georges Fages - Entraîneur : Marcel Blanc

## Effectifs des équipes présentes
| Roanne                 | Jean Barthe Roger Bravo Gérard Chalet Gérard Dautant Robert Eramouspé Jacques Fernandez Francis Lévy Claude Mantoulan Alain Perducat Aldo Quaglio Louis Sangla Antoine Serra Maurice Voron Entraîneur : René Duffort                                              | Albi                    | Célestin Ayme Marcel Bescos Marcel Bonnet Honoré Conti Corp Jean Couveignes Jean Deloncle Bernard Fabre Georges Fages Pierre Lataste A. Laurent Pierre Laurent Serge Tonus André Vadon Gilbert Verdié José Vergniory Entraîneur : Marcel Blanc                      |
| Carcassonne            | Pierre Azalbert Camille Combeau Pierre Escourrou Henri Castel André Delpoux (o) Laurent Faletti François Gril (m) Roger Laguens André Marty Charles Parédès Pierre Pavanetto Antoine Pennavayre Louis Poletti Yves Raynaud René Ségura Entraîneur : Félix Bergèse | Lézignan                | Gilbert Alberti Roger Arcalis Louis Calmet André Carrère René Benausse Gilbert Benausse Joseph Denarnaud Antoine Esquiva (o) Rolland Fabre Roger Lacans Roger Lannes Antoine Lécea Guy Marty René Moulis Claude Raynaud Claude Teisseire (m) Entraîneur : Jean Poch |
| Bataillon de Joinville | Pierre Escourrou Raymond Gruppi | Toulouse olympique XIII | Georges Aillères André Archidec Vincent Cantoni Paul Caujolle Corduriès Descous Pierre Dubié Jean Etcheberry Guy Husson Pierre Lacaze Roger Llanas Piquemal Hugues Viès Viguier Villeneuve Entraîneur : Jean-Marie Vignals                                          |
| Villeneuve-sur-Lot     | Angelo Boldini Jean-Pierre Clar Pascal Eito Jean Foussat Antoine Jimenez Marsoni Jacques Merquey Jean Panno | Avignon                 | Marius Frattini René Jean Robert Moulinas Auguste Parent André Savonne |
| XIII Catalan           | René Brousse André Casas Henri Delhoste Jean Garreta Georges Gauby Joseph Guasch Roger Majoral Marcel Massé Alain Molins Jean Pambrun Jean Ribes Jean Suner | Montpellier             | Guy Cardona Joseph Guiraud Pierre Plô |
| Cavaillon              | Yves Mézard François Montrucolis Roger Rey | Lyon                    | Jean Aubert Barbaresco (La Réole) Bathias Bellone Blanc Chanroux Chechirlian Convert Jean Darricau Gilli Guendjian Jackiewiecz Leonardi Tanzilli Vareille Vergriete Entraîneur : Darricau                                                                           |
| Marseille              | Auguste Ambert Antranick Apellian Kayed Denis Morelli Henri Prudon | Bordeaux                | Clément Andrinople Borie Bournazel Desvergnes Jacques Dubon Ducasse Dupuy Estay Ganem Roger Garnung André Hatchondo Kuntz Lacombe Meunier Mommeja Munoz Pallats Sabourdy Armand Save Entraîneur : Raoul Bonamy                                                      |